# گلندووو
گلندووو (به لهستانی:  Ględowo) یک روستا در لهستان است که در گمینا چووخوو واقع شده‌است. گلندووو ۶۶۷ نفر جمعیت دارد.